# Timalus caeruleus
Timalus caeruleus là một loài bướm đêm thuộc phân họ Arctiinae, họ Erebidae.